# Anatoli Kinakh
Anatoli Kyrylovytch Kinakh (en ukrainien : Анатолій Кирилович Кінах, né le 4 août 1954) est un homme d'État ukrainien. Kinakh est député dans la 6e Rada, le parlement ukrainien. Il a également été le chef du Parti des industriels et entrepreneurs d'Ukraine, affilié au Parti des régions.
Auparavant, Kinakh a été premier ministre de 2001 à 2002 sous la présidence de Leonid Koutchma, ainsi que vice-premier ministre, et ministre de l'Économie d'Ukraine.

## Biographie

### Formation
Anatoliy Kinakh naît dans le village de Brătuşeni en RSS moldave, (aujourd'hui en Moldavie) en 1954. En 1978, il est diplômé de l'institut de construction navale de Leningrad, en tant qu'ingénieur, et commence à travailler aux chantiers navals de Tallinn. À partir de 1981, il travaille au chantier « Okean » à Mykolaïv.

### Carrière politique
En avril 1990, il est élu au parlement ukrainien, et est membre d'un comité chargé des réformes économiques. En 1992, il est nommé représentant du président dans l'oblast de Mykolaïv.
En 1995, il est nommé vice-premier ministre chargé de l'industrie dans le gouvernement de Yevhen Marchuk puis vice-Premier ministre chargé de l'économie du gouvernement Poustovoïtenko.
Le 29 mai 2001, Anatoliy Kinakh est nommé Premier ministre. Il occupera ce poste jusqu'au 21 novembre 2002, lorsque le président Koutchma renvoie le gouvernement.
En 2002, il retrouve le parlement ukrainien après avoir été élu sur la liste Pour l'Ukraine unie !
En 2004, à la tête du Parti des industriels et entrepreneurs d'Ukraine qu'il préside depuis 2000, Kinakh brigue la présidence de l'Ukraine. Dans son programme, il soutient que l'entrée possible de l'Ukraine dans l’Union européenne ne doit pas être un frein au développement des relations entre l'Ukraine et la Communauté des États indépendants et la Russie. Il recueillera finalement 0,93 % des voix.
Durant la campagne, il se détache du premier ministre d'alors Viktor Ianoukovytch, candidat soutenu par le gouvernement, en déclarant qu'aucun malfaiteur ne peut occuper le poste de président. Il prendre ensuite part à la Révolution orange aux côtés de Viktor Iouchtchenko.
Kinakh est nommé premier vice-premier ministre dans le gouvernement Tymochenko I, et il devient secrétaire du Conseil de défense et de sécurité nationale d'Ukraine et de défense d'Ukraine le 27 septembre 2005.
Lors des élections législatives de 2006, Anatoliy Kinakh est numéro 2 sur la liste pro-gouvernementale Notre Ukraine (en ukrainien : Наша Україна).
En mars 2007, il devient ministre de l'Économie dans le gouvernement de Viktor Ianoukovytch, contre la volonté de la coalition. Notre Ukraine décide d'exclure Kinakh du parti et le président Viktor Iouchtchenko ordonne son départ du Conseil de sécurité nationale et de défense.
Il participe aux élections législatives de 2007 au sein du Parti des régions de Viktor Ianoukovytch.
En novembre 2009, il quitte la tête du Parti des industriels et entrepreneurs d'Ukraine, remplacé par Oleksandr Korobchinskiy.

### Vie privée
Anatoliy Kinakh est marié et a trois enfants : deux d'un précédent mariage, et un avec son épouse actuelle.

## Source
- (en) Cet article est partiellement ou en totalité issu de l’article de Wikipédia en anglais intitulé « Anatoliy Kinakh » (voir la liste des auteurs).